# Mistrzostwa Świata w Gimnastyce Artystycznej 2010
Mistrzostwa Świata w Gimnastyce Artystycznej 2010 odbyły się w Olimpijskim Kompleksie Sportowym w Moskwie w dniach od 19 do 26 września 2010 roku. Była to 30. edycja mistrzostw.

## Reprezentacja Polski

### układy indywidualne
- Joanna Mitrosz (UKS Jantar Gdynia) – 8. (wielobój - finały), 7. (ćwiczenia ze wstążką - finały), 8. (ćwiczenia z obręczą - finały)
- Angelika Paradowska (SGA Gdynia) – nie awansowała do żadnego z finałów
- Marta Szamałek (SGA Gdynia) – nie awansowała do żadnego z finałów

### układy zbiorowe
- Aleksandra Wójcik
- Zuzanna Klajman
- Partycja Romik
- Monika Raszke
- Katarzyna Żuchlińska

## Klasyfikacja medalowa
| Miejsce | Kraj        | Złoto | Srebro | Brąz | Razem |
| 1       | Rosja       | 8     | 5      | 1    | 14    |
| 2       | Włochy      | 1     | 2      | 0    | 3     |
| 3       | Białoruś    | 0     | 2      | 3    | 5     |
| 4       | Azerbejdżan | 0     | 0      | 4    | 4     |
| 5       | Bułgaria    | 0     | 0      | 1    | 1     |

## Medalistki
| Konkurencja:                                         | Złoto:                                                                          | Srebro:                                                                                    | Brąz:                                                              |
| Układy indywidualne                                  |                                                                                 |                                                                                            |                                                                    |
| wielobój indywidualnie (24 września)                 | Jewgienija Kanajewa                                                             | Darja Kondakowa                                                                            | Melitina Staniouta                                                 |
| ćwiczenia ze skakanką (21 września)                  | Darja Kondakowa                                                                 | Jewgienija Kanajewa                                                                        | Melitina Staniouta                                                 |
| ćwiczenia z obręczą (21 września)                    | Jewgienija Kanajewa                                                             | Darja Kondakowa                                                                            | Aliyə Qarayeva                                                     |
| ćwiczenia z piłką (23 września)                      | Jewgienija Kanajewa                                                             | Daria Dmitriewa                                                                            | Aliyə Qarayeva                                                     |
| ćwiczenia ze wstążką (23 września)                   | Daria Dmitriewa                                                                 | Darja Kondakowa                                                                            | Aliyə Qarayeva                                                     |
| Wielobój drużynowo                                   |                                                                                 |                                                                                            |                                                                    |
| wielobój drużynowo (23 września)                     | Rosja · Jewgienija Kanajewa · Darja Kondakowa · Daria Dmitriewa · Jana Łukonina | Białoruś · Melitina Staniouta · Hanna Rabcawa · Liubow Charkaszyna · Alaksandra Narkiewicz | Azerbejdżan · Samira Mustafajewa · Anna Gurbanova · Aliyə Qarayeva |
| Drużynowe układy zbiorowe                            |                                                                                 |                                                                                            |                                                                    |
| wielobój (25 września)                               | Włochy                                                                          | Białoruś                                                                                   | Rosja                                                              |
| ćwiczenia z 5 obręczami (26 września)                | Rosja                                                                           | Włochy                                                                                     | Bułgaria                                                           |
| ćwiczenia z 3 wstążkami i 2 skakankami (26 września) | Rosja                                                                           | Włochy                                                                                     | Białoruś                                                           |